# Jan Åberg (skulptör)
Jan Åberg, född 14 september 1937, död 21 november 2013, var en svensk målare och skulptör.
Jan Åberg började på 1960-talet med måleri, men utbildade sig i att svetsa i koppar och övergick till skulptur, framför allt i koppar och brons.

## Offentliga verk i urval
- Oändlig trygghet, Västra kyrkogården i Halmstad
- Skulpturer på Sofiebergsområdet i Halmstad, i början på 1990-talet (tillsammans med Barbro Jönsson)
- Antiken, glas och metall, 2009, norra innergården vid västra huset i Vallås äldreboende (tillsammans med Barbro Jönsson)[3]
- Medeltiden, glas och metall, 2009, norra innergården vid östra huset i Vallås äldreboende (tillsammans med Barbro Jönsson)
- Renässansen, glas och metall, 2009, södra innergården vid östra huset i  Vallås äldreboende (tillsammans med Barbro Jönsson)
- Romantiken, glas och metall, 2009, södra innergården vid västra huset i Vallås äldreboende (tillsammans med Barbro Jönsson)
- Relief på fasad till kontorsbyggnad, koppar, Sperlingsholmsvägen 25 i Halmstad